# Canale Indira Gandhi
Il canale Indira Gandhi è un canale irriguo di 682 chilometri nell'India Nord-Occidentale, che parte dall'Harike Barrage nel Distretto di Sultanpur e attraversa gli stati del Punjab, dell'Haryana e del Rajasthan. Si dirama alla sinistra del fiume Sutlej, presso la confluenza in esso del fiume Beas. La costruzione di questo canale permise di irrigare una superficie di circa 6770 km² nel Jaisalmer e di 37 km² nel Barmer, trasformando il deserto in una coltivazione di senape e cotone.

## Direzioni
Scorre in principio verso sud, poi verso sud-ovest, attraversando l'arida regione del Thar, molto vicina al confine col Pakistan, fino a perdersi tra le dune del deserto. In passato veniva chiamato anche col nome di canale Rajasthan.